# Turkische Toponyme in Armenien

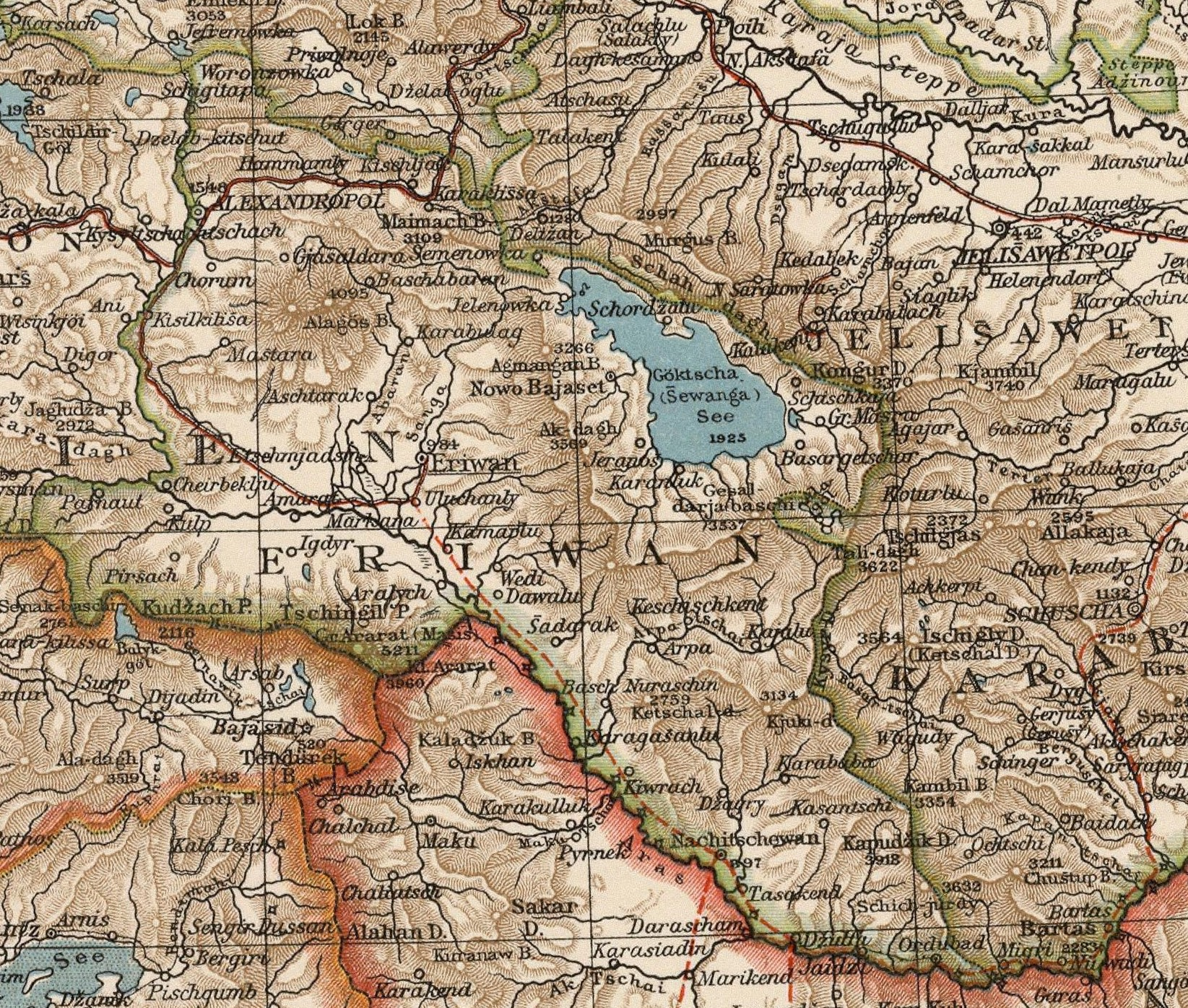
Karte der Gouvernement Eriwan und des Uyesd Sangesur (das heutige Armenien liegt in diesen Gebieten) von 1903 mit darauf angegebenen turkischen Ortsnamen (Göktscha, Alagös, Ak-dagh, Basargetschar, Uluchanly, Karakilissa, Dželal oglu, Keschischkent, Karabulag usw.)

Turkische Toponyme in Armenien sind turkische Toponyme, die auf dem Gebiet der heutigen Republik Armenien weit verbreitet waren. 7742 der derzeit bekannten Toponyme Armeniens in ihrer früheren Form waren turkischen Ursprungs. Mit wenigen Ausnahmen waren turkische Toponyme in allen Gebieten Armeniens vorhanden, was auf das Ausmaß des turkischen Einflusses auf die Toponymie Armeniens hinweist.
In der Vergangenheit gab es relativ viele turkische Ortsnamen an Orten, die zuvor dicht von Turken (insbesondere Aserbaidschaner) besiedelt waren, beispielsweise in den heutigen Regionen Gegharkunik, Kotajk und Wajoz Dsor sowie in einigen Gebieten von Sjunik und Ararat.
Im 20. und 21. Jahrhundert gab es einen Prozess zur Umbenennung turkischer Ortsnamen durch die Regierungen der Armenischen SSR und Armeniens. Dieser Prozess, der 1924 begann, war eng mit den politischen Prozessen im Land verbunden, wie der Massenrückführung von Armeniern aus dem Ausland in die UdSSR, der Umsiedlung von Aserbaidschanern aus Armenien in die Kura-Araks-Tiefebene usw. Es gab verschiedene Methoden zur Umbenennung turkischer Toponyme: Übersetzung des Toponyms, Übersetzung des halben Namens oder hybride Umbenennung, sprachliche Änderung, vollständige Änderung des Toponyms.
Turkische Ortsnamen wurden 1935, in den Nachkriegsjahren (1945–1950), 1967–1968, 1988, als es zu einer Massenvertreibung von Aserbaidschanern aus dem Land kam und danach, in großer Zahl umbenannt. Die letzte Umbenennung von Toponymen von 2006 bis 2018 wurde mit dem Ziel durchgeführt, turkische Namen durch armenische zu ersetzen, da die wichtigste nichtarmenische Toponymschicht im Land zu diesem Zeitpunkt genau turkische Namen waren.

## Liste turkischer Ortsnamen in Armenien

### Städte Armeniens, die früher turkische Namen trugen
| Alter turkischer Name | Neuer armenischer Name | Datum der Umbenennung |
| --------------------- | ---------------------- | --------------------- |
| Achta                 | Hrasdan                | 30.04.1959            |
| Allahwerdy            | Alawerdi               | 1930er                |
| Barana                | Nojemberjan            | 04.01.1938            |
| Basargetschar         | Wardenis               | 11.06.1969            |
| Baschabaran           | Aparan                 | 03.01.1935            |
| Böjük Wedi            | Wedi                   | 04.04.1948            |
| Daratschitschag       | Zaghkadsor             | 1947                  |
| Deližan               | Dilidschan             | -                     |
| Dželal oglu           | Stepanawan             | 1924                  |
| Ejlar                 | Abowjan                | 12.10.1961            |
| Hammamly              | Spitak                 | 26.09.1949            |
| Kamarlu               | Artaschat              | 04.09.1945            |
| Karakilisa            | Sissian                | 02.03.1940            |
| Karakilissa           | Kirowakan              | 03.01.1935            |
| Karakilissa           | Wanadsor               | 1992                  |
| Karanluk              | Martuni                | 1926                  |
| Keschischkent         | Mikojan                | 03.01.1935            |
| Keschischkent         | Jeghegnadsor           | 06.12.1957            |
| Mollagoktscha         | Maralik                | 03.01.1935            |
| Schamlugh             | -                      | -                     |
| Sojlan                | Asisbekow              | 12.10.1956            |
| Sojlan                | Wajk                   | 19.04.1991            |
| Uluchanly             | Masis                  | 31.07.1950            |